# تکیلا

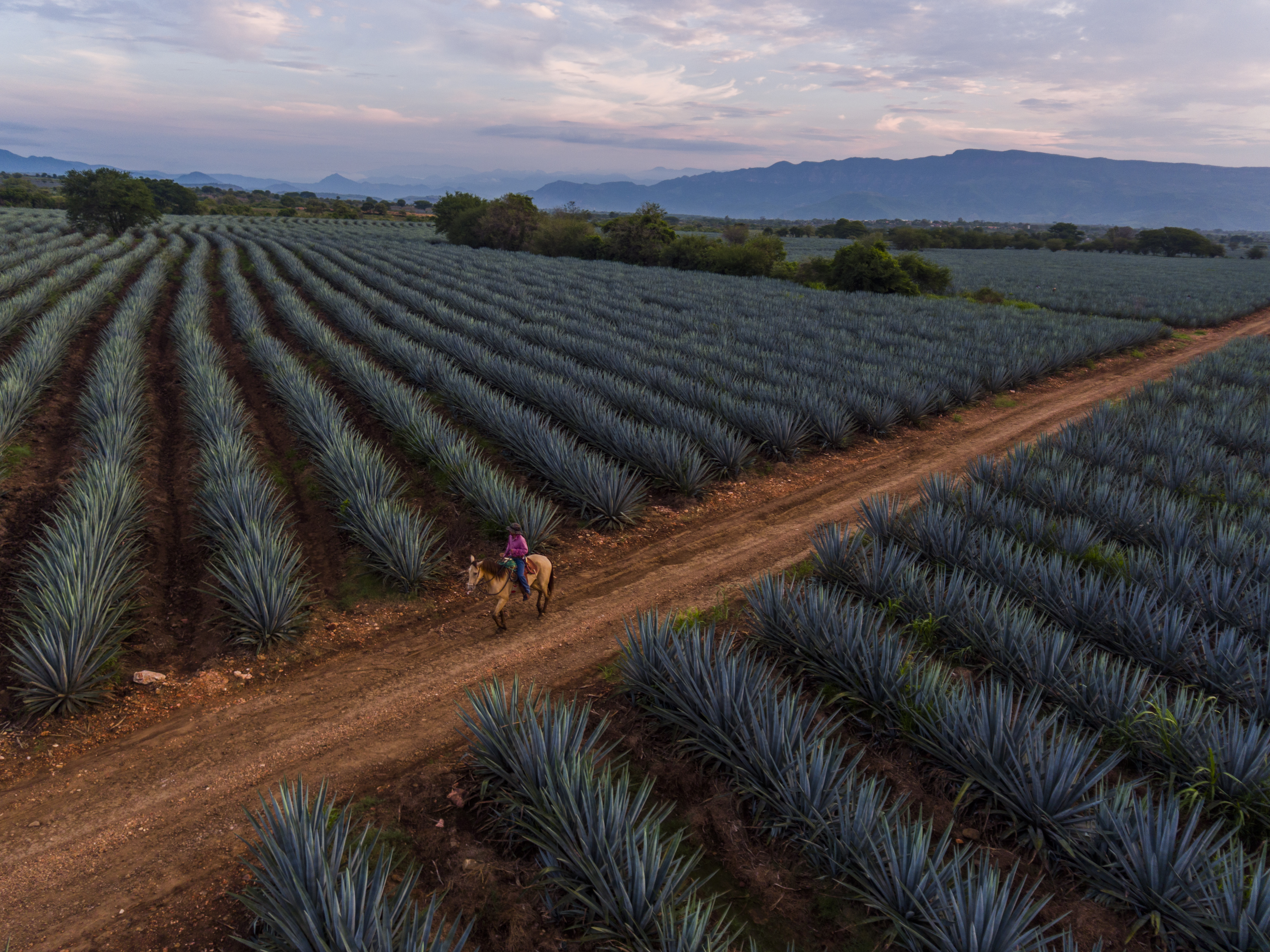
مزارع آگاوهٔ آبی در نزدیکی شهر تکیلا

تِکیلا، (به اسپانیایی: Tequila) (‎/tɛˈkiːlə/‎; اسپانیایی: [teˈkila] ()) یک نوشیدنی الکلی تقطیری است که از آب پخته و تخمیر شده گیاه آگاوهٔ آبی تهیه می‌شود، و عمدتاً در ناحیهٔ اطراف شهر تکیلا در ۶۵ کیلومتر (۴۰ مایل) شمال غربی گوادالاخارا و در ارتفاعات خالیسکو در ایالت خالیسکو در غرب مکزیک تولید می‌شود.
خاک‌های آتشفشانی قرمز در منطقهٔ تکیلا برای رشد آگاوهٔ آبی مناسب است و سالانه بیش از ۳۰۰ میلیون گیاه در آنجا برداشت می‌شود. آگاوه، بسته به منطقه، رشد متفاوتی دارد. آگاوه‌های آبی که در ارتفاعات منطقهٔ لوس آلتوس رشد می‌کنند از نظر عطر و طعم بزرگتر و شیرین‌تر هستند. آگاوه‌های برداشت‌شده در منطقهٔ دره، عطر و طعم علفی بیشتری دارند. به دلیل اهمیت تاریخی و فرهنگی آن، منطقهٔ نزدیک تکیلا، شامل منظره آگاوه و تأسیسات صنعتی باستانی تکیلا در سال ۲۰۰۶ به عنوان میراث جهانی شناخته شد.
قوانین مکزیک بیان می‌کند که تکیلا را می‌توان تنها در ایالت خالیسکو و شهرداری‌های محدود در ایالت‌های گواناهواتو، میچوآکان، نایاریت، و تامائولیپاس تولید کرد.
فارغ از تمایز جغرافیایی، تکیلا از مسکال متمایز است؛ زیرا تکیلا فقط از آگاوهٔ آبی تهیه می‌شود، اما مسکال را می‌توان از سی نوع گیاه آگاوه تهیه کرد و بنابراین تنوع بیشتری دارد. روش تولید این دو نیز بسیار متفاوت است.
تکیلا معمولاً در مکزیک به صورت شات و با نمک و لیمو، و یا به صورت سنتی و به تنهایی سرو می‌شود. تکیلا باید بین ۳۵ تا ۵۵ درصد الکل داشته باشد (۷۰ تا ۱۱۰ درصد استاندارد ایالات متحده).

## تاریخچه
تکیلا نخستین بار در سده شانزدهم -در نزدیکی شهری که در آینده به همین نام ساخته شد- فرآوردی شد. آزتک‌ها پیش‌تر از گیاه آگاوه یک نوشیدنی تخمیری به دست می‌آوردند. اسپانیایی‌ها نخستین کسانی بودند که این گیاه را تقطیر کردند تا نخستین نوشیدنی تقطیری آمریکای شمالی را پدید آورند. نخستین بار در سال ۱۶۰۰ (میلادی) نخستین کارخانه برای فراوری انبوه تکیلا در مکزیک ساخته شد.

## انواع
۲ دسته تکیلا وجود دارد:
1. میکستوس (Mixtos) با ۱۰۰٪ آگاو،
2. میکستوس (Mixtos) با دست کم ۵۱٪ آگاو، به همراه دیگر قندهای موجود.

میکستوس هر دو قند گلوکز و فروکتوز را داراست.
تکیلا با ۱۰۰٪ آگاو مانند دسته بلانکو یا plata است که حاوی طعم دهنده‌های تند است، در حالی که انواع reposado و añejo ملایم‌تر هستند.
همان‌طور که اسپریت‌های دیگر هم در چند سال تهیه، به اندازه تکیلا طول می‌کشد، و طعمی از چوب و الکل را دارا هستند؛ ولی تفاوت عمده با طعم تکیلا ۱۰۰٪ آگاو در عنصر پایه آن، یعنی گیاه آگاو است.
تکیلا معمولاً در یکی از پنج گروه زیر قرار دارد (در هر پنج گروه، سن نوشیدنی حداقل دو ماه است)
1. Blanco (سفید) یا plata (نقره): بسته بندی شده با فاصله کم از تولید، با سن حدود دو ماه در بشکه استیل یا چوب بلوط؛
2. Joven (جوان) یا oro (طلا): ترکیبی از بلانکو تکیلا و reposado تکیلا؛
3. Reposado (استراحت): با سن حداقل دو ماه، اما کمتر از یک سال؛
4. Añejo (سن یا محصول): سن حداقل یک سال، اما کمتر از سه سال در بشکه مانده؛
5. Extra Añejo (عمرزیاد یا عمر فوق‌العاده): حداقل سه سال در بشکه‌های بلوط مانده است.

## رنگ

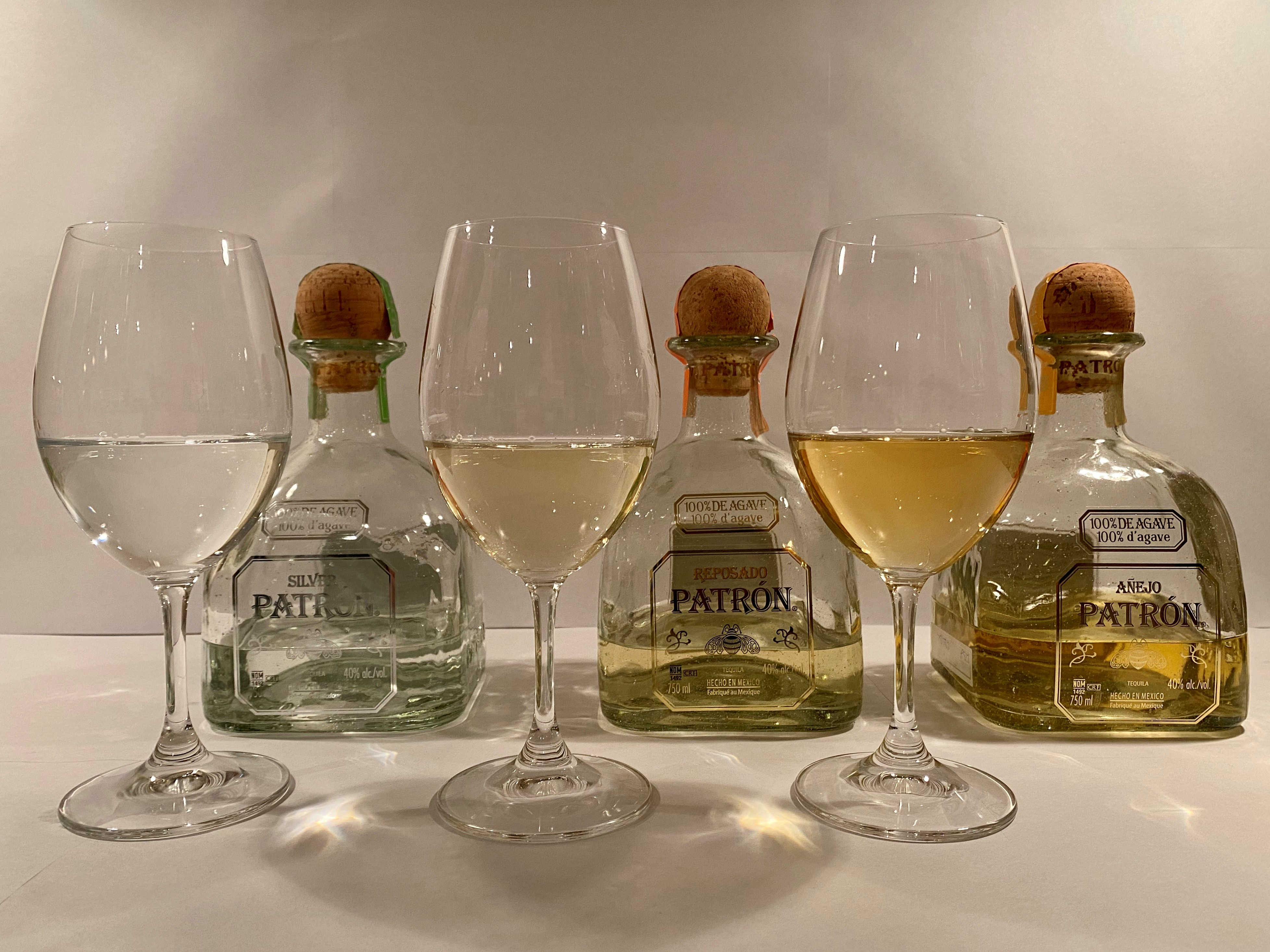
از چپ به راست: تکیلای سفید، رپوسادو و آنخو

رنگ تکیلا از شفاف تا قهوه‌ای کهربایی متغیر است؛ که به نوع چوب استفاده شده برای نگهداری و کهنگی نوشیدنی بستگی دارد. فرآیند کهنه شدن تکیلا یا سال‌گذاری، می‌تواند ۳ سال یا بیشتر طول بکشد و علاوه بر ایجاد عطر و طعم و کیفیت بهتر برای نوشیدنی، در رنگ آن نیز موثر است. هر چه تکیلا کهنه‌تر باشد، رنگ آن به طلایی تیره تمایل بیشتری دارد. نوع سفید تکیلا، که به تکیلای نقره‌ای/بلانکو هم معروف است، محصولی است که کهنه نشده یا ممکن است کمتر از دو ماه در بشکه نگهداری شده باشد. این خالص‌ترین شکل است، چون تغییرات کمتری نسبت به دیگر انواع تکیلا روی آن صورت گرفته است.
آن‌چه به عنوان تکیلای طلایی، (جوون یا اورو) شناخته می‌شود، معمولاً تکیلای سفید است که به آن رنگ، کارامل و یا غلات افزوده‌اند. با این حال، برخی از تکیلاهای طلایی رده بالاتر هم وجود دارند که ترکیبی از تکیلای سفید و رپوسادو هستند و به مدت طولانی‌تری، یعنی حدود دو ماه یا بیشتر، کهنه شده‌اند. تکیلای آنخو هم برای مدت زمان طولانی‌تری (یک سال یا بیشتر) کهنه می‌شود.

## کرم در نوشیدنی

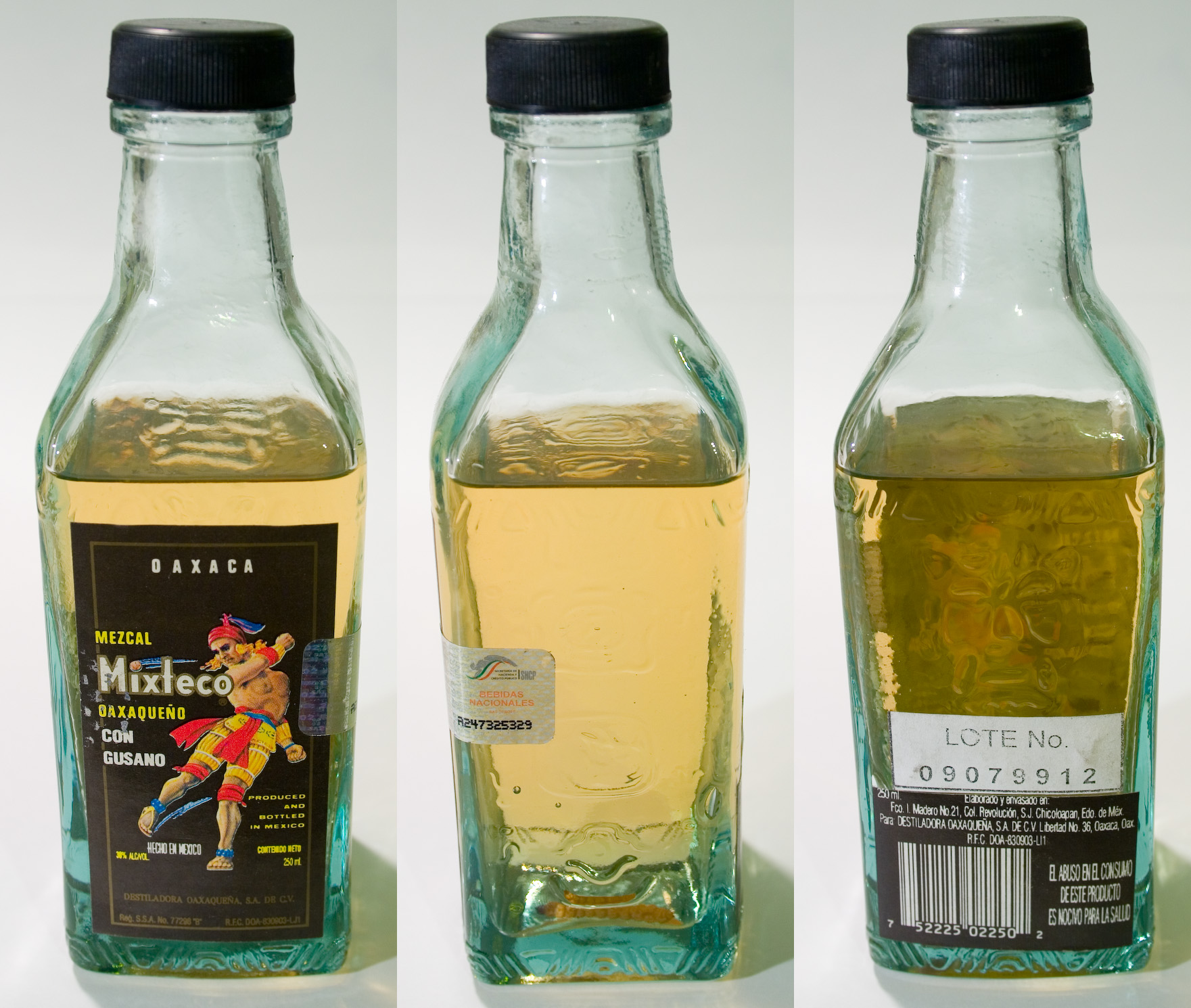
بطری مزکال با کرم.

یکی از نوشیدنی‌های شبیه تکیلا، مزکال است که از سال ۱۹۴۰ شرکت سازنده به عنوان حیله بازاریابی درون بطری این نوشیدنی معمولاً یک یا دو کرم قرار می‌دهند. ولی این یک تصور غلط است که تمام تکیلاها دارای «کرم» در بطری است. در برخی از رستوران‌ها با این کرم‌ها پیش غذا درست می‌کنند.

## جام تکیلا
هنگامی که تکیلا بدون هیچ‌گونه مواد اضافی باشد، اغلب در یک پیک باریک که کابالیتو (در اسپانیایی به معنای اسب کوچولو) نامیده می‌شود سرو می‌گردد، اما می‌توان در هر چیزی، از پیاله گرفته تا یک لیوان معمولی آن را ریخت. هم‌چنین می‌توان تکیلا را به صورت جام مارگاریتا (مخلوط با آب لیمو و در کنار لیمو) سرو کرد.

## روش‌های مختلف سرو تکیلا
در مکزیک، سنتی‌ترین روش نوشیدن تکیلا به صورت خالص، بدون لیمو و نمک است. در برخی مناطق، نوشیدن تکیلای مرغوب همراه با سانگریتا محبوب است. سنگریتا - نوشیدنی‌ای شیرین، ترش و تند است که معمولاً از آب پرتقال، شربت انار (یا آب گوجه فرنگی) و فلفل تند تهیه می‌شود.‌ پیک‌ها هم‌اندازه و به صورت جرعه جرعه خورد می‌شوند، بدون نمک یا لیمو. نوشیدنی محبوب دیگر در مکزیک، باندرا (به معنای پرچم در اسپانیایی) است که به نام پرچم مکزیک نامگذاری شده. شامل سه گیلاس پیک است که با آب لیمو (برای رنگ سبز)، تکیلای سفید و سانگریتا (برای رنگ قرمز) پر شده‌اند.

#### سرو تکیلا در کشورهای دیگر

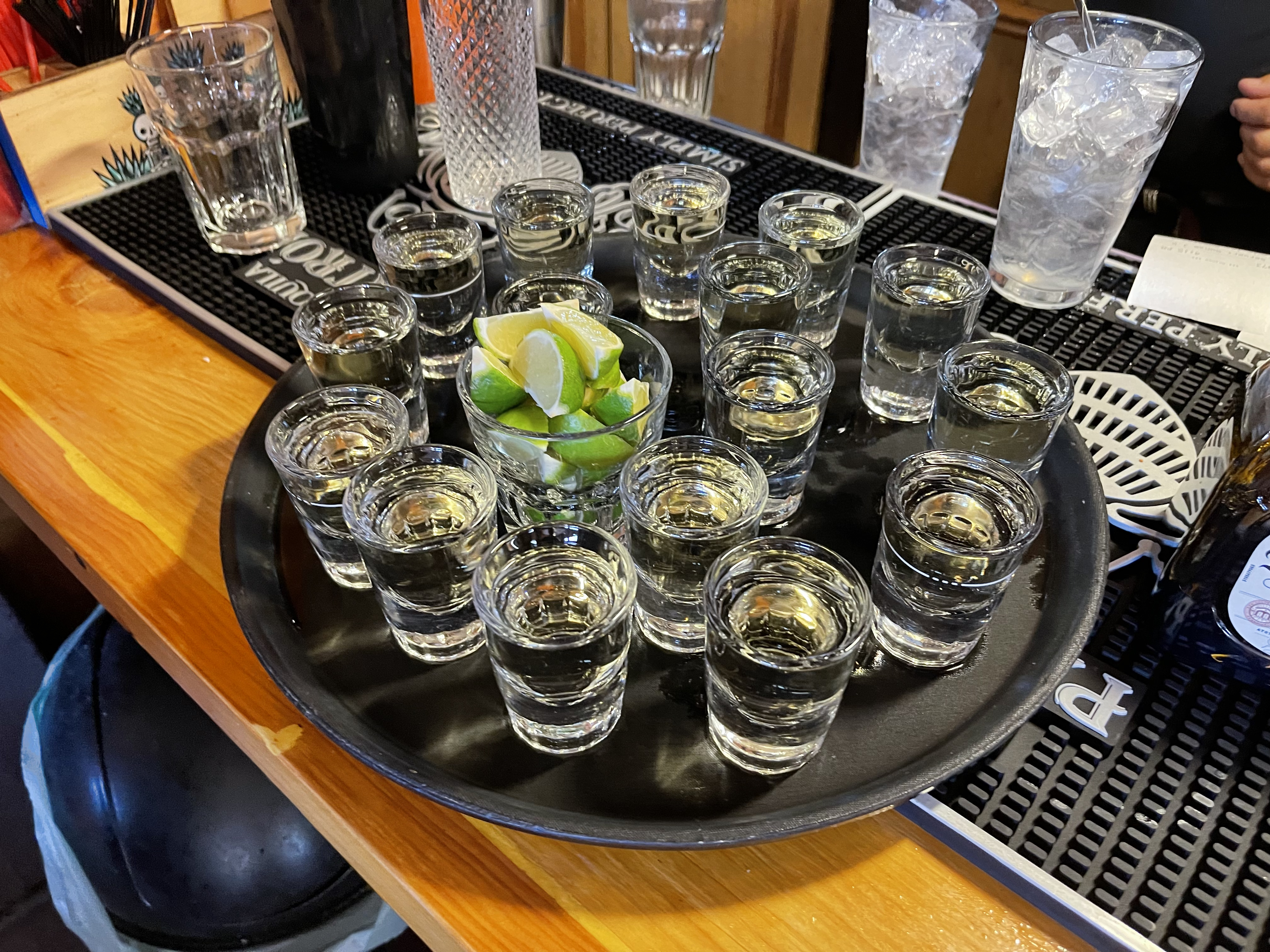
سرو کردن پیک خا تاکیلا

در خارج از مکزیک، یک پیک تکیلا اغلب با نمک و یک تکه لیموترش سرو می‌شود. این روش «تکیلا کرودا» نامیده می‌شود و گاهی به آن «چرخ‌های آموزشی»، «لیس-سیپ-مک» یا «لیس-شات-مک» (با اشاره به روشی که ترکیب مواد نوشیده می‌شود) می‌گویند. نوشندگان پشت دست خود را زیر انگشت اشاره مرطوب می‌کنند (معمولاً با لیسیدن) و روی آن نمک می‌ریزند. سپس نمک از روی دست لیسیده می‌شود، تکیلا نوشیده شده و تکه میوه سریعاً گاز زده می‌شود.
گروه‌های نوشندگان اغلب این کار را همزمان انجام می‌دهند. نوشیدن تکیلا به این روش اغلب به اشتباه «تکیلا اسلمر» نامیده می‌شود، که در واقع ترکیبی از تکیلا و نوشیدنی گازدار است. اگرچه پیک سنتی تکیلا در مکزیک به تنهایی است، گاهی لیمو هم به همراه پیک سرو می‌شود؛ اعتقاد بر این است که نمک طعم تکیلا را بیشتر می‌کند. در آلمان و برخی کشورهای دیگر، تکیلا اورو (طلایی) اغلب با دارچین بر روی یک برش پرتقال مصرف می‌شود؛ در حالی که تکیلا بلانکو (سفید) با نمک و لیمو مصرف می‌شود.

### شرایط
اگر بطری تکیلا ندارد برچسب که از ۱۰۰٪ آگاوه آبی (بدون افزودن شکر) تولید شده است. اگر روی برچسب بطری تکیلا ذکر نشده باشد که از ۱۰۰٪ آگاوه آبی (بدون افزودن شکر) تولید شده است،آن تکیلا یک میکستو (تولید شده از حداقل ۵۱٪ آگاوه آبی) است.‌
برخی از کارخانه‌های تقطیر تکیلا، از عباراتی مانند «ساخته شده با آگاوه آبی» یا «تهیه شده از آگاوه آبی» بر روی برچسب‌ بطری‌های خود استفاده می‌کنند؛ با این حال، شورای تنظیم مقررات تکیلا اعلام کرده است که فقط تکیلاهایی که با ۱۰۰٪ آگاوه تقطیر شده‌اند، می‌توانند به عنوان «۱۰۰٪ آگاوه» مشخص شوند.
بسیاری از تکیلاهای با کیفیت بالاتر که از ۱۰۰٪ آگاوه تهیه شده‌اند، احساس سوختن ناشی از الکل قابل توجهی ایجاد نمی‌کنند، و نوشیدن آنها با نمک و لیمو احتمالاً بخش زیادی از طعم را از بین می‌برد. در این تکیلاها معمولاً به جای لیوان پیک، از گیلاس اسنیفتر استفاده می‌شود و به جای سریع خوردن، به آرامی نوشیده‌ ‌می‌شوند. این کار به افراد فرصت می‌دهد که رایحه‌ها و طعم‌های ظریف‌تری را که در غیر این صورت از دست می‌رفت، احساس کنند.